# Diamond League/Diskuswurf der Frauen

Diese Liste befasst sich mit dem Diskuswurf der Frauen im Rahmen der seit 2010 ausgetragenen Diamond League. Die Kroatin Sandra Perković konnte das Diamond Race sechs Mal (2012–2017) für sich entscheiden, die Kubanerin Yarelys Barrios zweimal (2010, 2011).

## Liste der Platzierten
| Jahr | Meeting           | Gewinnerin              | 2. Platz                | 3. Platz                  |
| ---- | ----------------- | ----------------------- | ----------------------- | ------------------------- |
| 2010 | Doha              | Yarelys Barrios         | Dani Samuels            | Sandra Perković           |
| 2010 | Oslo              | Nadine Müller           | Żaneta Glanc            | Aretha Thurmond           |
| 2010 | New York City     | Sandra Perković         | Aretha Thurmond         | Věra Pospíšilová-Cechlová |
| 2010 | Lausanne          | Yarelys Barrios         | Becky Breisch           | Dani Samuels              |
| 2010 | Paris             | Yarelys Barrios         | Nicoleta Grasu          | Sandra Perković           |
| 2010 | London            | Yarelys Barrios         | Sandra Perković         | Nicoleta Grasu            |
| 2010 | Brüssel (Finale)  | Sandra Perković         | Yarelys Barrios         | Li Yanfeng                |
| 2010 | Diamond Race      | Yarelys Barrios         | Sandra Perković         | Nadine Müller             |
| 2011 | Shanghai          | Li Yanfeng              | Dani Samuels            | Aretha Thurmond           |
| 2011 | Rom               | Yarelys Barrios         | Nadine Müller           | Li Yanfeng                |
| 2011 | New York City     | Stephanie Brown Trafton | Gia Lewis-Smallwood     | Aretha Thurmond           |
| 2011 | Lausanne          | Yarelys Barrios         | Aretha Thurmond         | Nadine Müller             |
| 2011 | Birmingham        | Nadine Müller           | Aretha Thurmond         | Dani Samuels              |
| 2011 | Monaco            | Nadine Müller           | Yarelys Barrios         | Stephanie Brown Trafton   |
| 2011 | Brüssel (Finale)  | Li Yanfeng              | Yarelys Barrios         | Żaneta Glanc              |
| 2011 | Diamond Race      | Yarelys Barrios         | Li Yanfeng              | Nadine Müller             |
| 2012 | Shanghai          | Sandra Perković         | Stephanie Brown Trafton | Dani Samuels              |
| 2012 | Eugene            | Sandra Perković         | Żaneta Glanc            | Krishna Poonia            |
| 2012 | Oslo              | Sandra Perković         | Nadine Müller           | Yarelys Barrios           |
| 2012 | Paris             | Dani Samuels            | Sandra Perković         | Mélina Robert-Michon      |
| 2012 | Monaco            | Sandra Perković         | Nadine Müller           | Yarelys Barrios           |
| 2012 | Stockholm         | Sandra Perković         | Darja Pischtschalnikowa | Nadine Müller             |
| 2012 | Zürich (Finale)   | Sandra Perković         | Yarelys Barrios         | Żaneta Glanc              |
| 2012 | Diamond Race      | Sandra Perković         | Yarelys Barrios         | Nadine Müller             |
| 2013 | Doha              | Sandra Perković         | Zinaida Sendriūtė       | Anna Rüh                  |
| 2013 | New York City     | Sandra Perković         | Gia Lewis-Smallwood     | Mélina Robert-Michon      |
| 2013 | Rom               | Sandra Perković         | Yarelys Barrios         | Zinaida Sendriūtė         |
| 2013 | Birmingham        | Sandra Perković         | Gia Lewis-Smallwood     | Anna Rüh                  |
| 2013 | Lausanne          | Sandra Perković         | Yarelys Barrios         | Zinaida Sendriūtė         |
| 2013 | Monaco            | Sandra Perković         | Yarelys Barrios         | Gia Lewis-Smallwood       |
| 2013 | Brüssel (Finale)  | Sandra Perković         | Gia Lewis-Smallwood     | Mélina Robert-Michon      |
| 2013 | Diamond Race      | Sandra Perković         | Gia Lewis-Smallwood     | Yarelys Barrios           |
| 2014 | Shanghai          | Sandra Perković         | Dani Samuels            | Mélina Robert-Michon      |
| 2014 | Eugene            | Sandra Perković         | Shanice Craft           | Gia Lewis-Smallwood       |
| 2014 | Oslo              | Sandra Perković         | Gia Lewis-Smallwood     | Denia Caballero           |
| 2014 | Paris             | Sandra Perković         | Dani Samuels            | Gia Lewis-Smallwood       |
| 2014 | Glasgow           | Gia Lewis-Smallwood     | Sandra Perković         | Dani Samuels              |
| 2014 | Stockholm         | Sandra Perković         | Dani Samuels            | Gia Lewis-Smallwood       |
| 2014 | Zürich (Finale)   | Sandra Perković         | Gia Lewis-Smallwood     | Dani Samuels              |
| 2014 | Diamond Race      | Sandra Perković         | Gia Lewis-Smallwood     | Dani Samuels              |
| 2015 | Doha              | Sandra Perković         | Nadine Müller           | Dani Samuels              |
| 2015 | Rom               | Sandra Perković         | Dani Samuels            | Yaimé Pérez               |
| 2015 | Birmingham        | Sandra Perković         | Dani Samuels            | Mélina Robert-Michon      |
| 2015 | New York City     | Sandra Perković         | Yaimé Pérez             | Mélina Robert-Michon      |
| 2015 | Lausanne          | Yaimé Pérez             | Sandra Perković         | Denia Caballero           |
| 2015 | Monaco            | Sandra Perković         | Dani Samuels            | Gia Lewis-Smallwood       |
| 2015 | Brüssel (Finale)  | Sandra Perković         | Denia Caballero         | Nadine Müller             |
| 2015 | Diamond Race      | Sandra Perković         | Yaimé Pérez             | Denia Caballero           |
| 2016 | Shanghai          | Sandra Perković         | Dani Samuels            | Denia Caballero           |
| 2016 | Eugene            | Sandra Perković         | Nadine Müller           | Mélina Robert-Michon      |
| 2016 | Oslo              | Sandra Perković         | Nadine Müller           | Denia Caballero           |
| 2016 | Stockholm         | Sandra Perković         | Mélina Robert-Michon    | Denia Caballero           |
| 2016 | London            | Sandra Perković         | Dani Samuels            | Jade Nicholls             |
| 2016 | Paris             | Sandra Perković         | Mélina Robert-Michon    | Denia Caballero           |
| 2016 | Zürich (Finale)   | Sandra Perković         | Mélina Robert-Michon    | Denia Caballero           |
| 2016 | Diamond Race      | Sandra Perković         | Mélina Robert-Michon    | Denia Caballero           |
| 2017 | Shanghai          | Sandra Perković         | Dani Stevens            | Denia Caballero           |
| 2017 | Oslo              | Sandra Perković         | Yaimé Pérez             | Denia Caballero           |
| 2017 | Stockholm         | Yaimé Pérez             | Sandra Perković         | Nadine Müller             |
| 2017 | Birmingham        | Sandra Perković         | Denia Caballero         | Yaimé Pérez               |
| 2017 | Brüssel ( Finale) | Sandra Perković         | Dani Stevens            | Denia Caballero           |
| 2018 | Doha              | Sandra Perković         | Yaimé Pérez             | Denia Caballero           |
| 2018 | Rom               | Sandra Perković         | Yaimé Pérez             | Denia Caballero           |
| 2018 | Paris             | Sandra Perković         | Yaimé Pérez             | Denia Caballero           |
| 2018 | London            | Sandra Perković         | Yaimé Pérez             | Denia Caballero           |
| 2018 | Brüssel ( Finale) | Yaimé Pérez             | Andressa de Morais      | Sandra Perković           |
| 2019 | Stockholm         | Denia Caballero         | Yaimé Pérez             | Chen Yang                 |
| 2019 | Rabat             | Yaimé Pérez             | Denia Caballero         | Sandra Perković           |
| 2019 | Birmingham        | Yaimé Pérez             | Denia Caballero         | Sandra Perković           |
| 2019 | Paris             | Denia Caballero         | Sandra Perković         | Feng Bin                  |
| 2019 | Brüssel ( Finale) | Yaimé Pérez             | Sandra Perković         | Kristin Pudenz            |

## Nationenwertung
| Platz | Nation                 | Gold | Silber | Bronze | Gesamt |
| ----- | ---------------------- | ---- | ------ | ------ | ------ |
| 1.    | Kroatien               | 42   | 5      | 4      | 51     |
| 2.    | Kuba                   | 11   | 17     | 18     | 46     |
| 3.    | Deutschland            | 3    | 7      | 6      | 16     |
| 4.    | Vereinigte Staaten     | 2    | 11     | 9      | 22     |
| 5.    | Volksrepublik China    | 2    | 0      | 3      | 5      |
| 6.    | Australien             | 1    | 12     | 6      | 19     |
| 7.    | Frankreich             | 0    | 3      | 7      | 10     |
| 8.    | Polen                  | 0    | 2      | 2      | 4      |
| 9.    | Litauen                | 0    | 1      | 2      | 3      |
| 10.   | Rumänien               | 0    | 1      | 1      | 2      |
| 11.   | Brasilien              | 0    | 1      | 0      | 1      |
| 11.   | Russland               | 0    | 1      | 0      | 1      |
| 13.   | Tschechien             | 0    | 0      | 1      | 1      |
| 13.   | Indien                 | 0    | 0      | 1      | 1      |
| 13.   | Vereinigtes Königreich | 0    | 0      | 1      | 1      |

| Platz | Nation              | Gold | Silber | Bronze | Gesamt |
| ----- | ------------------- | ---- | ------ | ------ | ------ |
| 1.    | Kroatien            | 6    | 1      | 1      | 8      |
| 2.    | Kuba                | 3    | 2      | 4      | 9      |
| 3.    | Vereinigte Staaten  | 0    | 2      | 0      | 2      |
| 4.    | Australien          | 0    | 1      | 1      | 2      |
| 5.    | Brasilien           | 0    | 1      | 0      | 1      |
| 5.    | Volksrepublik China | 0    | 1      | 0      | 1      |
| 5.    | Frankreich          | 0    | 1      | 0      | 1      |
| 8.    | Deutschland         | 0    | 0      | 3      | 3      |